# Antibes
Antibes [ɑ̃tib] ⓘ (okzitanisch Antíbol) ist eine französische Gemeinde mit 76.612 Einwohnern (Stand 1. Januar 2022) an der Mittelmeerküste (Côte d’Azur) im Département Alpes-Maritimes der Region Provence-Alpes-Côte d’Azur. Antibes ist zusammen mit dem Seebad Juan-les-Pins ein beliebtes Urlaubsziel an der französischen Riviera. Aus touristischen Gründen wird die Gemeinde unter dem Namen Antibes Juan-les-Pins vermarktet.
Die Stadt ist hinsichtlich der Verkehrsinfrastruktur gut angebunden. Sie liegt am Fuße der Alpen an der Küste des Mittelmeers, östlich von Cannes und westlich von Nizza und unmittelbar an der Autoroute A 8 (La Provençale), an der Bahnstrecke von Marseille über Monaco nach Ventimiglia (Italien) sowie in direkter Nachbarschaft des Flughafens Nizza Côte d’Azur. Die enge und verwinkelte Altstadt wartet mit zahlreichen Restaurants, Bistros und Läden aller Art auf. Berühmt ist der See- und Yachthafen Port Vauban.

## Geschichte
Antibes ist eine der ältesten Städte an der Côte d’Azur, sie wurde um 340 vor Christus von den Griechen gegründet. Sie ist aus der griechischen Stadt Antipolis (altgriechisch Αντίπολις) entstanden. Antipolis bedeutet „Stadt gegenüber“; unklar ist, gegenüber welcher anderen Stadt oder Festung. Im vierten Jahrhundert vor Christus richteten die Griechen hier eine kleine Handelsstation ein, bestehend aus Warenlagern, von denen aus außerhalb der Stadtmauer Handel mit den Küstenbewohnern betrieben wurde. Später wurde Antibes von den Römern zu einer bedeutenden Stadt ausgebaut und in der Spätantike auch Bischofssitz. Aus der Römerzeit stammt eine hier aufgefundene Weiheinschrift für den Gott Olloudius.
Im Jahre 1386 fiel Antibes in den Besitz der Grimaldi, die es im 16. Jahrhundert an Frankreich verkauften. Der französische König ließ Antibes zu einer Festung ausbauen, nachdem Nizza im 14. Jahrhundert an Savoyen gefallen war.
Am 1. März 1815 landete der von Elba geflohene Napoleon in Antibes. Nach einem Marsch auf Paris folgte seine „Herrschaft der Hundert Tage“.
Das Seebad Juan-les-Pins wurde 1882 gegründet. Zu Beginn des 20. Jahrhunderts ließen sich viele Schriftsteller und Künstler, unter anderem Pablo Picasso, in der Stadt nieder.

## Bevölkerungsentwicklung
| Jahr      | 1962   | 1968   | 1975   | 1982   | 1990   | 1999   | 2006   | 2016   |
| --------- | ------ | ------ | ------ | ------ | ------ | ------ | ------ | ------ |
| Einwohner | 35.439 | 47.547 | 55.960 | 62.859 | 70.005 | 72.412 | 75.820 | 73.798 |

## Verwaltung

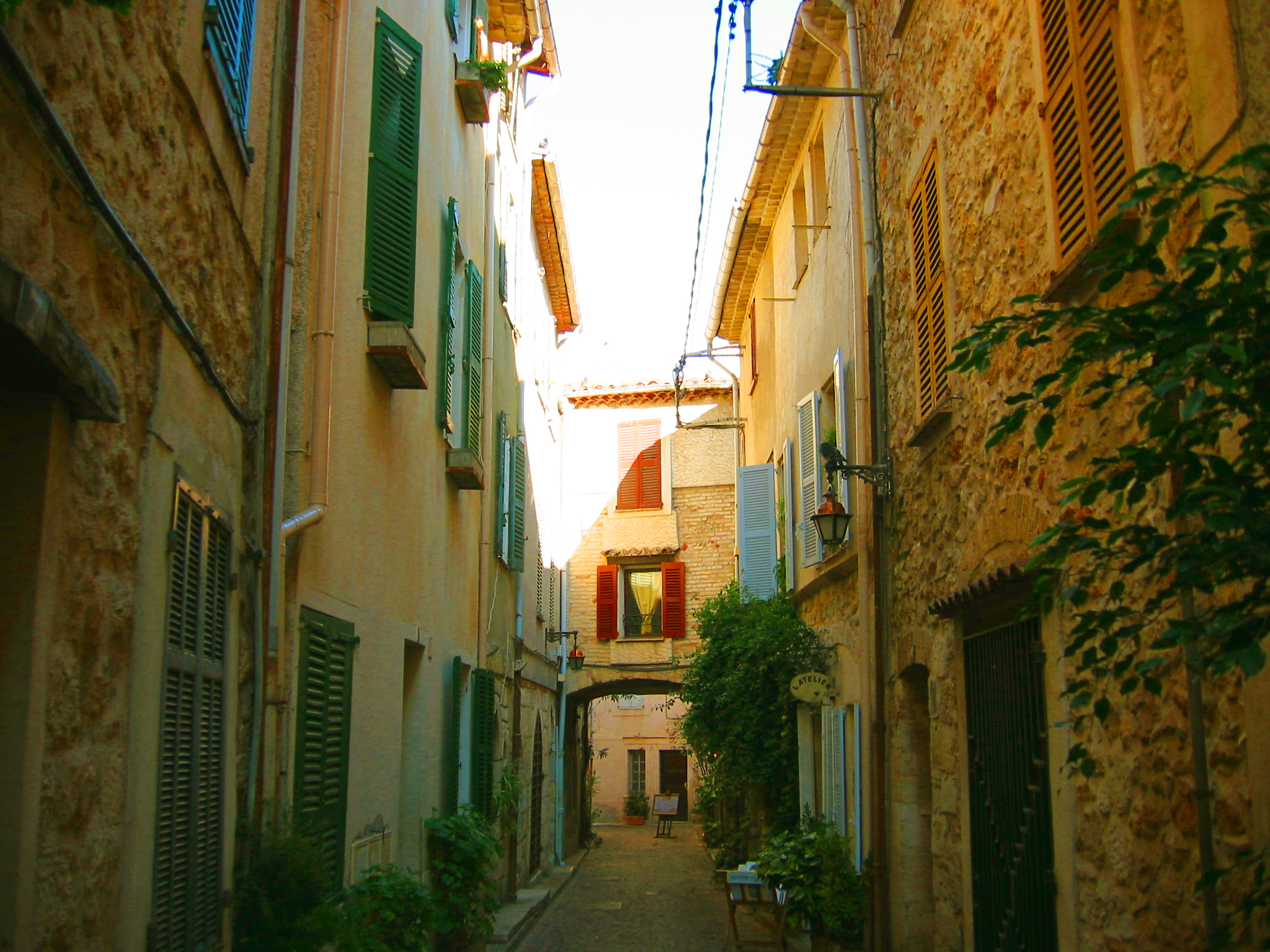
Typische provenzalische Ruelle (Gässchen) in Antibes

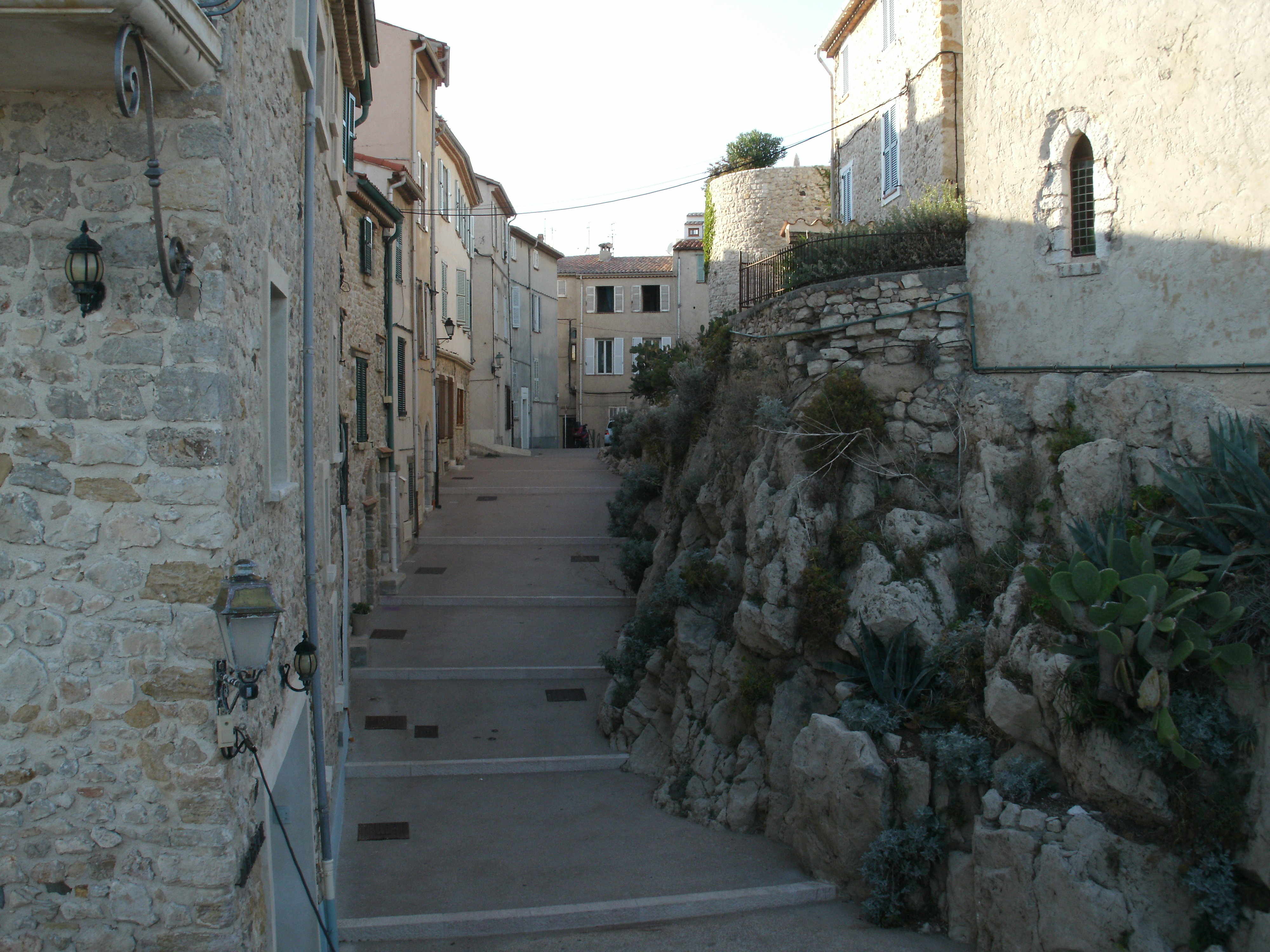
Treppengasse in der Altstadt

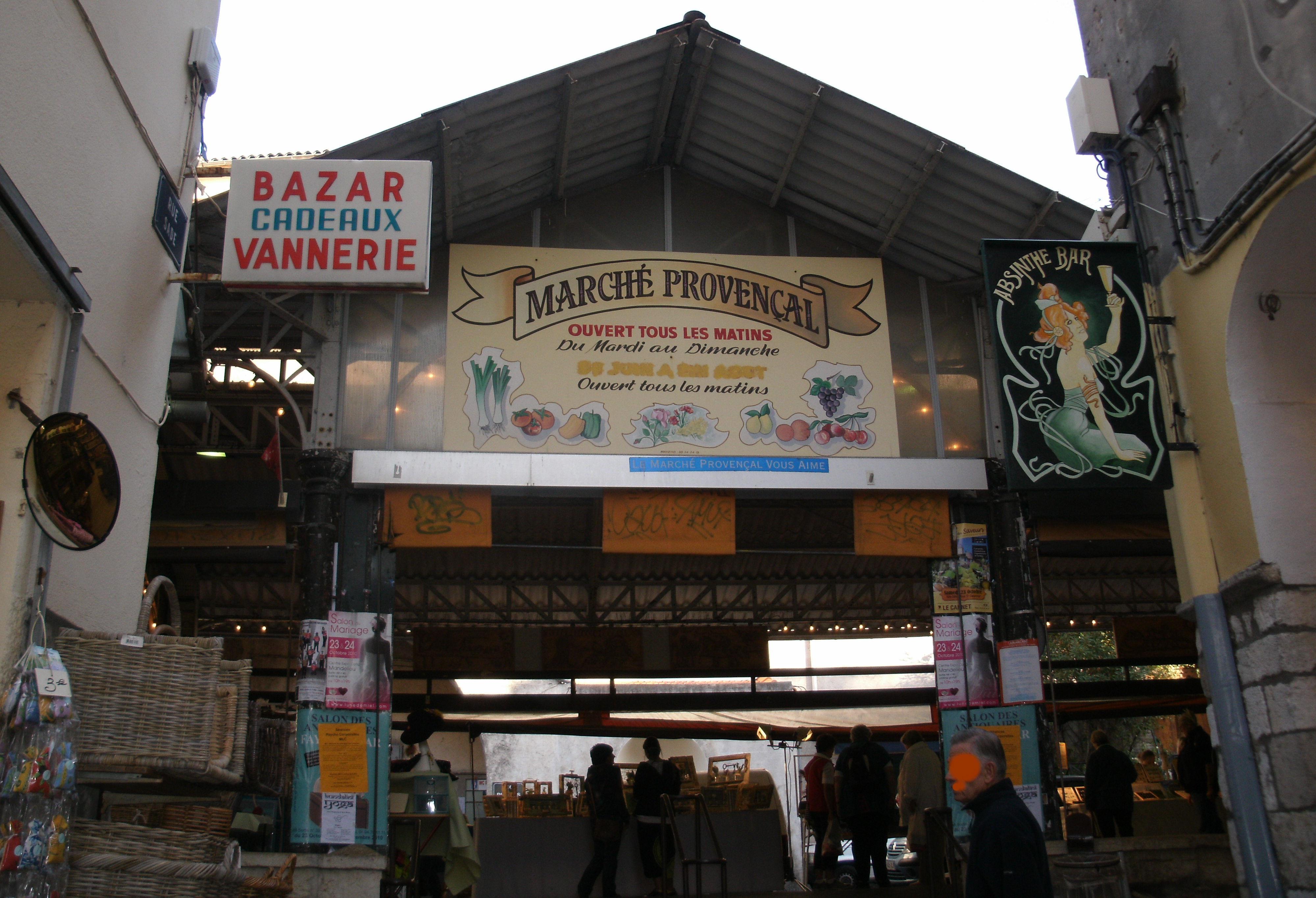
Marché Couvert in der Altstadt

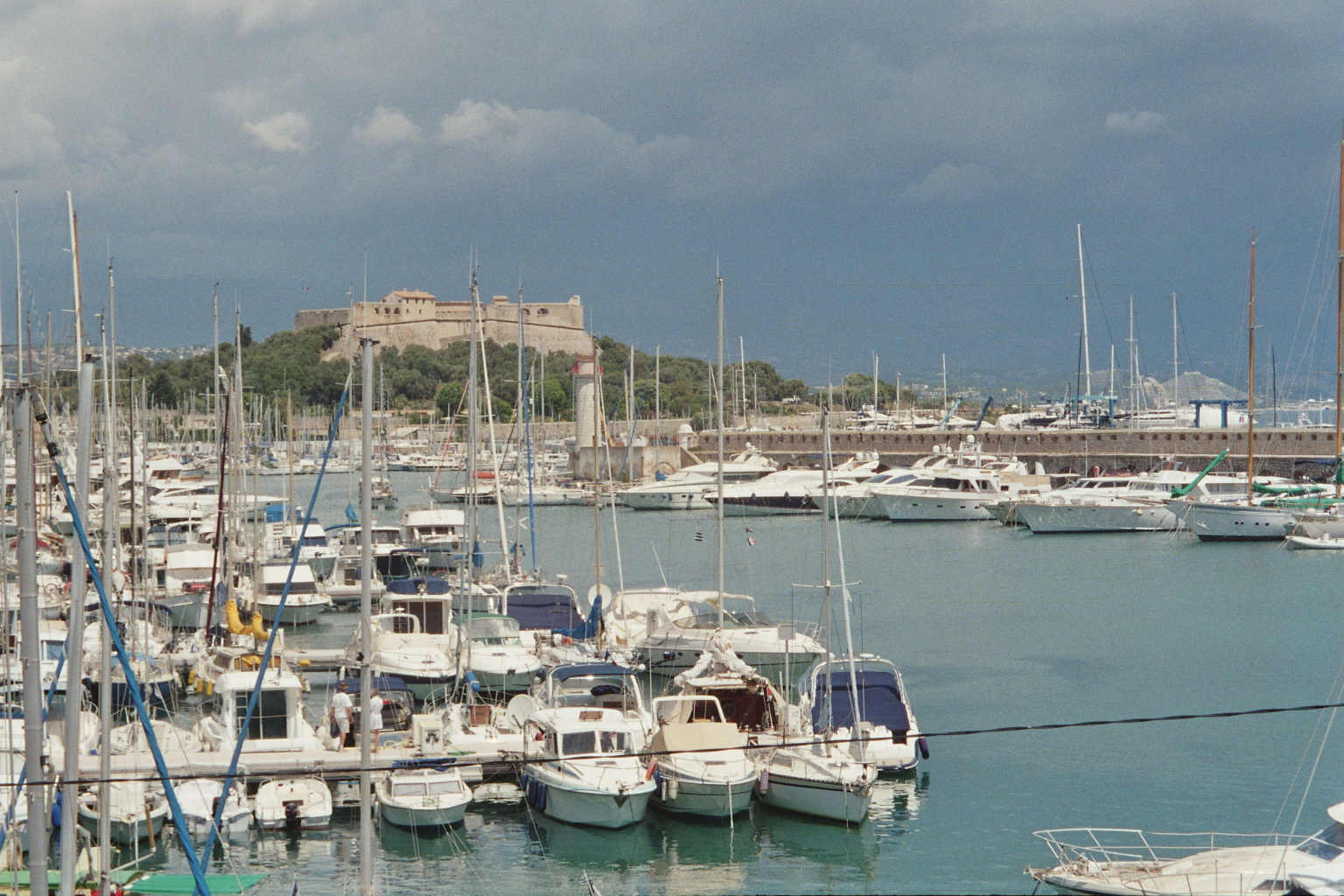
Port Vauban mit Jachtliegeplätzen (rechts) und Fort Carré (im Hintergrund)

Im Château Grimaldi wohnte 1946 Picasso.

Die Stadt besteht aus mehreren deutlich voneinander unterscheidbaren Ortsteilen, von denen die wichtigsten Antibes selbst und Juan-les-Pins sind.
Antibes hat seinen antiken Namen Antipolis für ein wichtiges Gewerbegebiet im Hinterland, Sophia Antipolis, wiederauferstehen lassen, das zum größten Teil auf dem Gebiet der Gemeinde Valbonne liegt; hier befinden sich vor allem Firmen, die in der Forschung und Entwicklung neuer Technologien aktiv sind.
Sophia Antipolis ist aber auch der Name der Agglomeration (communauté d’agglomération), die rund um Antibes gebildet wurde und aus 17 Gemeinden besteht. Die Stadt ist in vier Wahlkreise aufgeteilt: Kanton Antibes-1, Kanton Antibes-2, Kanton Antibes-3 und Kanton Valbonne.

## Kultur und Sehenswürdigkeiten
Port Vauban
Der See- und Yachthafen Port Vauban wurde nach dem Stadtplaner und Baumeister Vauban benannt. Mit ca. 1700 Liegeplätzen ist er einer der größten Yachthäfen Europas. An diesem Yachthafen, der umgangssprachlich „Milliardärhafen“ genannt wird, legen die größten Yachten an. Die beiden teuersten privaten gemieteten Yachten der Welt (Annaliesse und Alysia) liegen den Winter über dort, sowie die berühmten Luxusyachten Kingdom 5KR und die Carinthia VII.
Fort Carré
Ein weiterer Höhepunkt von Antibes ist das Fort Carré am Hafen. Die Festung wurde 1553 auf einem kleinen Hügel hinter dem Hafen erbaut, um die Stadt und den Hafen zu verteidigen. Sie wurde von Vauban um 1680 erweitert und auch im Laufe der folgenden Jahrhunderte wurde sie kontinuierlich umgebaut und erweitert.
Heute steht Fort Carré unter Denkmalschutz und ist zur Besichtigung freigegeben. Besucher haben von der Festung aus einen guten Ausblick auf den Hafen und die dahinter liegende Altstadt.
Im September 1939 wurde vor dem Hintergrund des begonnenen Zweiten Weltkriegs im Fort ein Centre de rassemblement des étrangers (C.R.E., Sammelzentrum für Ausländer) eingerichtet, in dem als verdächtig oder als unerwünscht eingestufte Ausländer interniert wurden – vorwiegend Deutsche oder Österreicher. Das Lager wurde bereits im Oktober 1939 wieder geschlossen und seine Insassen in das Lager Les Milles verlegt.
Weitere Sehenswürdigkeiten

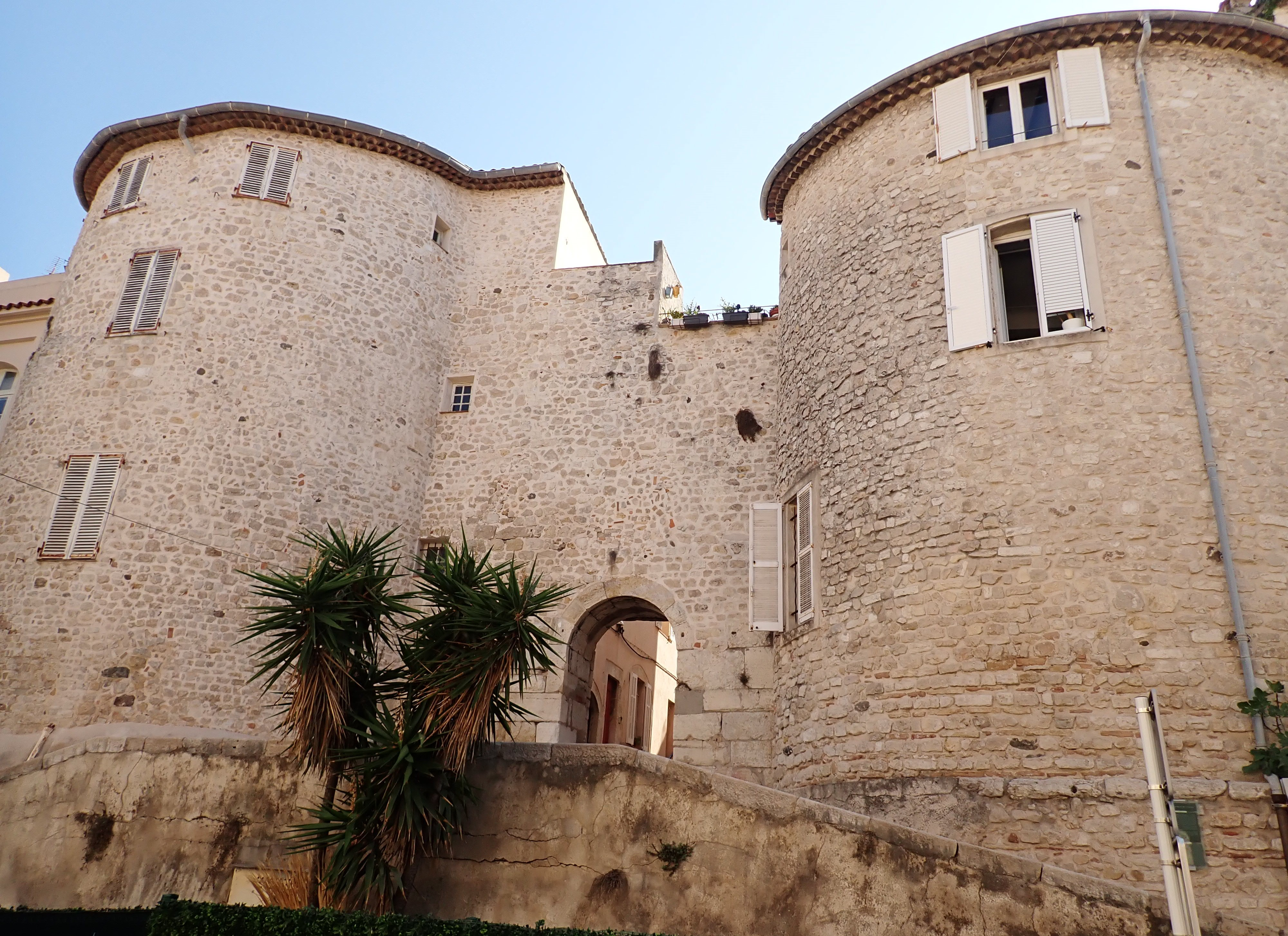
Porte de l’Orme in Antibes

- Am Cours Masséna finden sich Reste aus der Römerzeit.
- Der Rosenkranzaltar in der Kathedrale von Antibes (um 1515, der Glockenturm stammt aus dem zwölften Jahrhundert) stammt vermutlich von Louis Bréa.
- Der Marché Couvert am Cours Masséna
- Das Seewasseraquarium Marineland d’Antibes (2025 geschlossen)
- Das Jazzfestival von Juan-les-Pins findet jährlich im Juli statt.
- Die Villa Eilenroc an der Südküste von Cap d’Antibes ist eine neoklassizistische, nach Plänen von Charles Garnier erbaute Villa mit attraktivem Park.
- Die Kapelle Notre-Dame-de-la-Garoupe (13. bis 16. Jahrhundert) in Cap d’Antibes wurde nach 1944 restauriert und mit Fresken von Emile Colin versehen.
- Die Kapelle Saint-Bernardin der „Weißen Bußbrüder“ aus dem 16. Jahrhundert
- Der Jardin Botanique de la Villa Thuret befindet sich ebenfalls in Cap d’Antibes.
- In Juan-les-Pins befindet sich ein Spielkasino
- Das Festungstor Porte de l’Orme als Teil der mittelalterlichen Stadtbefestigung

Museen

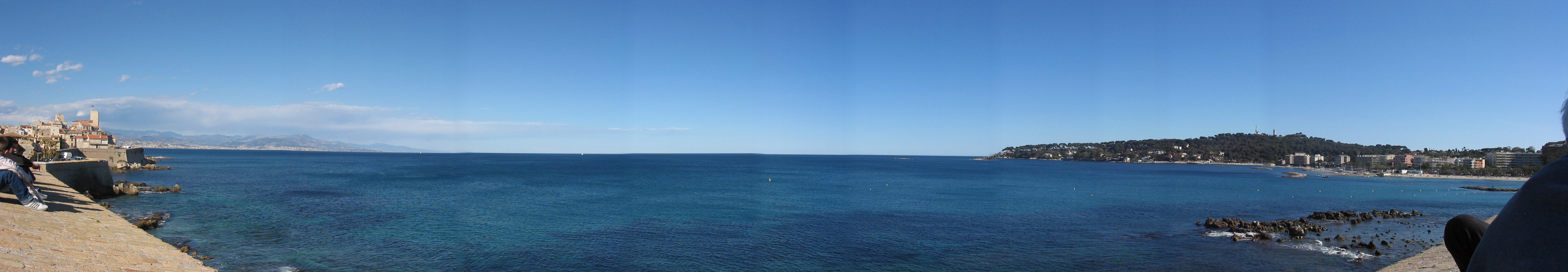
Blick aus dem Musée archéologique du Bastion Saint-André

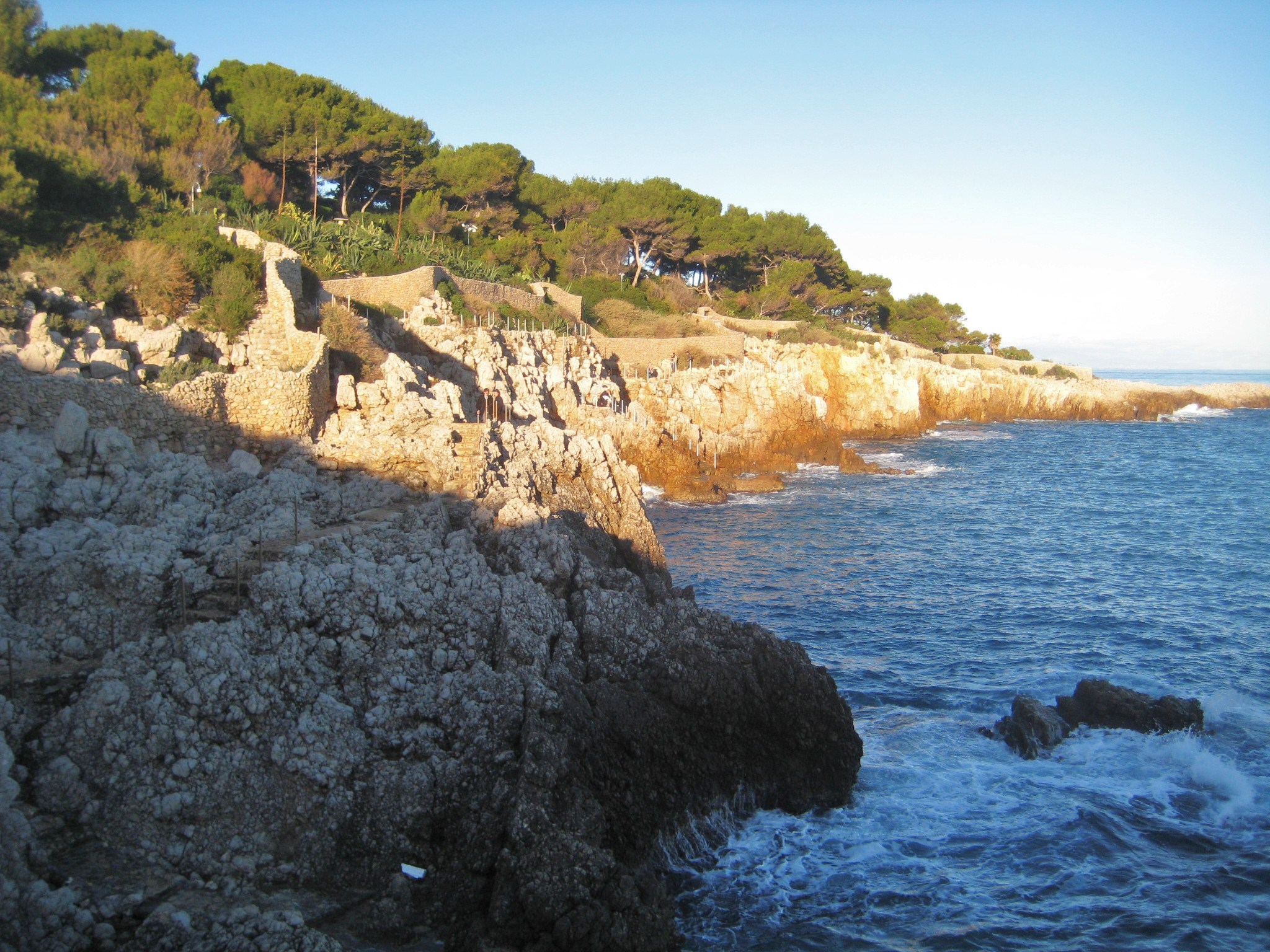
Ufer am Cap d’Antibes

- Das Picasso-Museum im Château Grimaldi
- Das Musée de la Carte Postale in der Avenue Tournelli
- Das Musée Peynet an der Place Nationale
- Das Musée archéologique du Bastion Saint-André
- Das Musée naval et napeléonien (Schifffahrts- und Napoleon-Museum) in La Batterie du Graillon in Cap d’Antibes mit der Rückkehr von Elba als  Schwerpunkt
- Die Fondation Hartung-Bergmann, ein Museum für zeitgenössische Kunst. In dem ehemaligen Wohnhaus mit Atelier werden Arbeiten des Künstlerehepaars Hans Hartung und Anna-Eva Bergmann gezeigt.

Cap d’Antibes
Cap d’Antibes, die Halbinsel südlich der Stadt, ist eine Bastion von Reichtum und Exklusivität, die vor allem durch F. Scott Fitzgeralds Roman Tender is the Night (Zärtlich ist die Nacht) bekannt wurde; das Hôtel des Étrangers des Romans hat sein Vorbild im Hôtel du Cap-Eden-Roc, einem der teuersten Hotels der Welt.

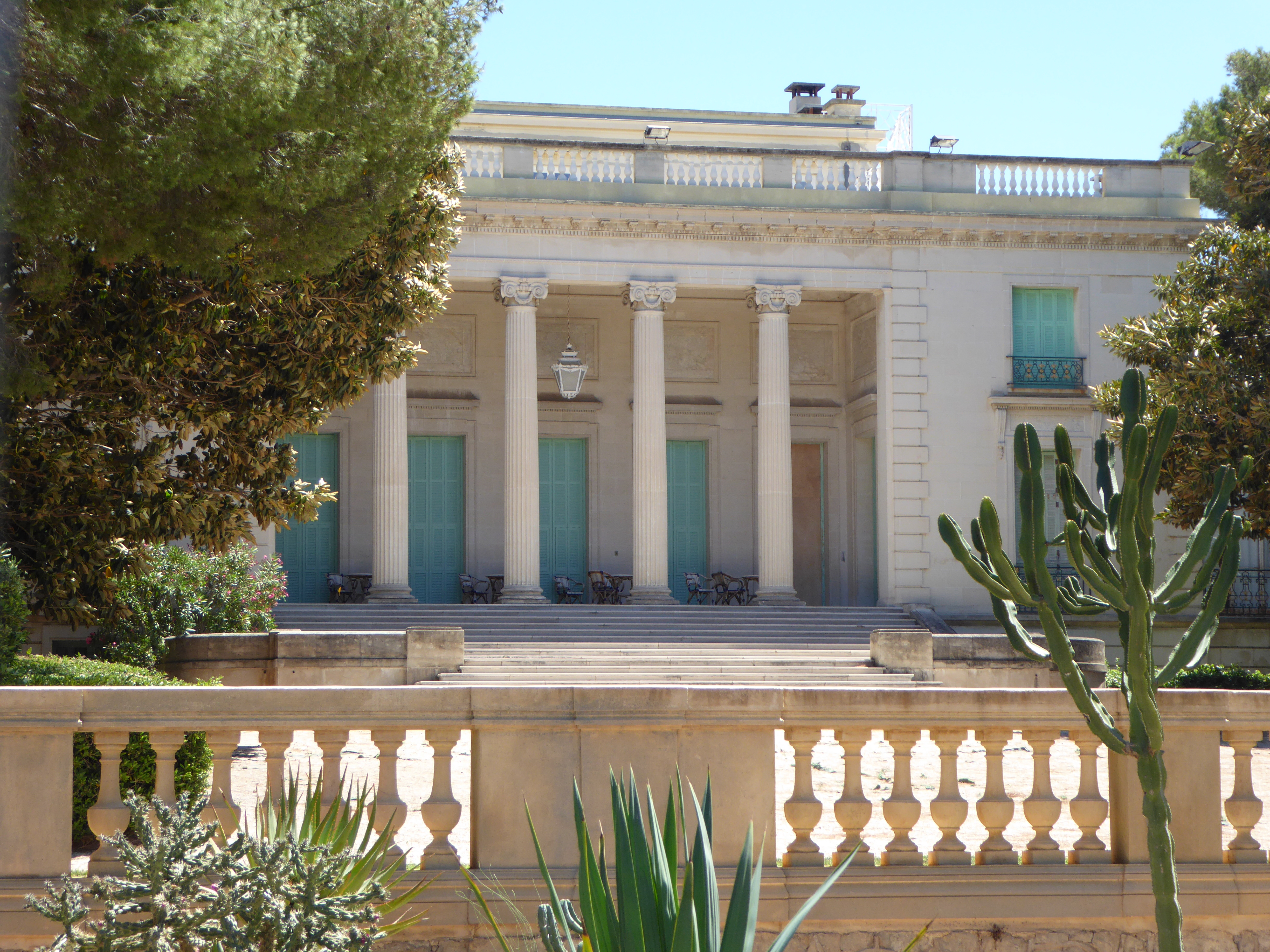
Villa Eilenroc

## Strände

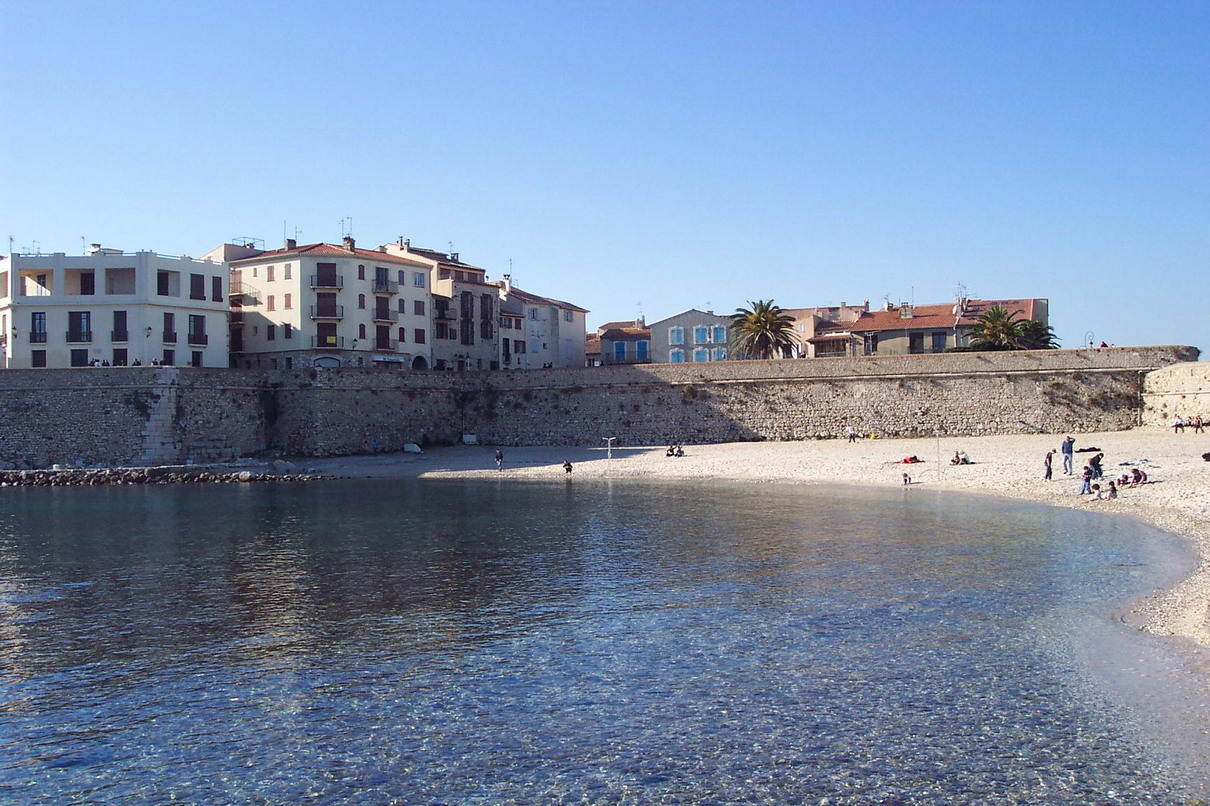
Strand in der Bucht von Antibes

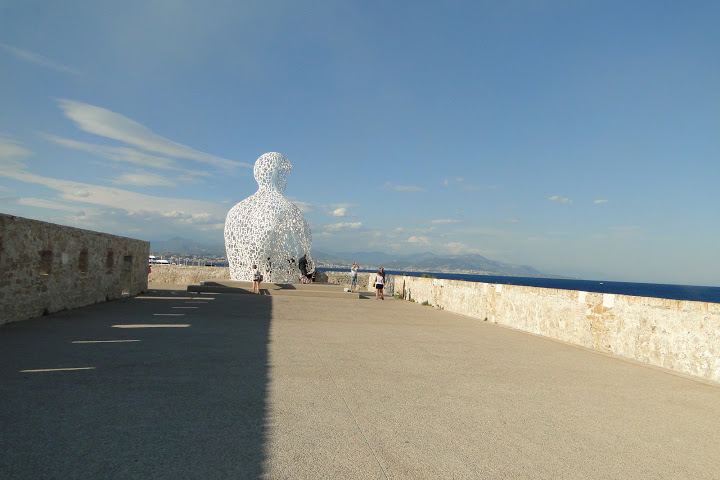
Skulptur Le Nomade (Jaume Plensa)

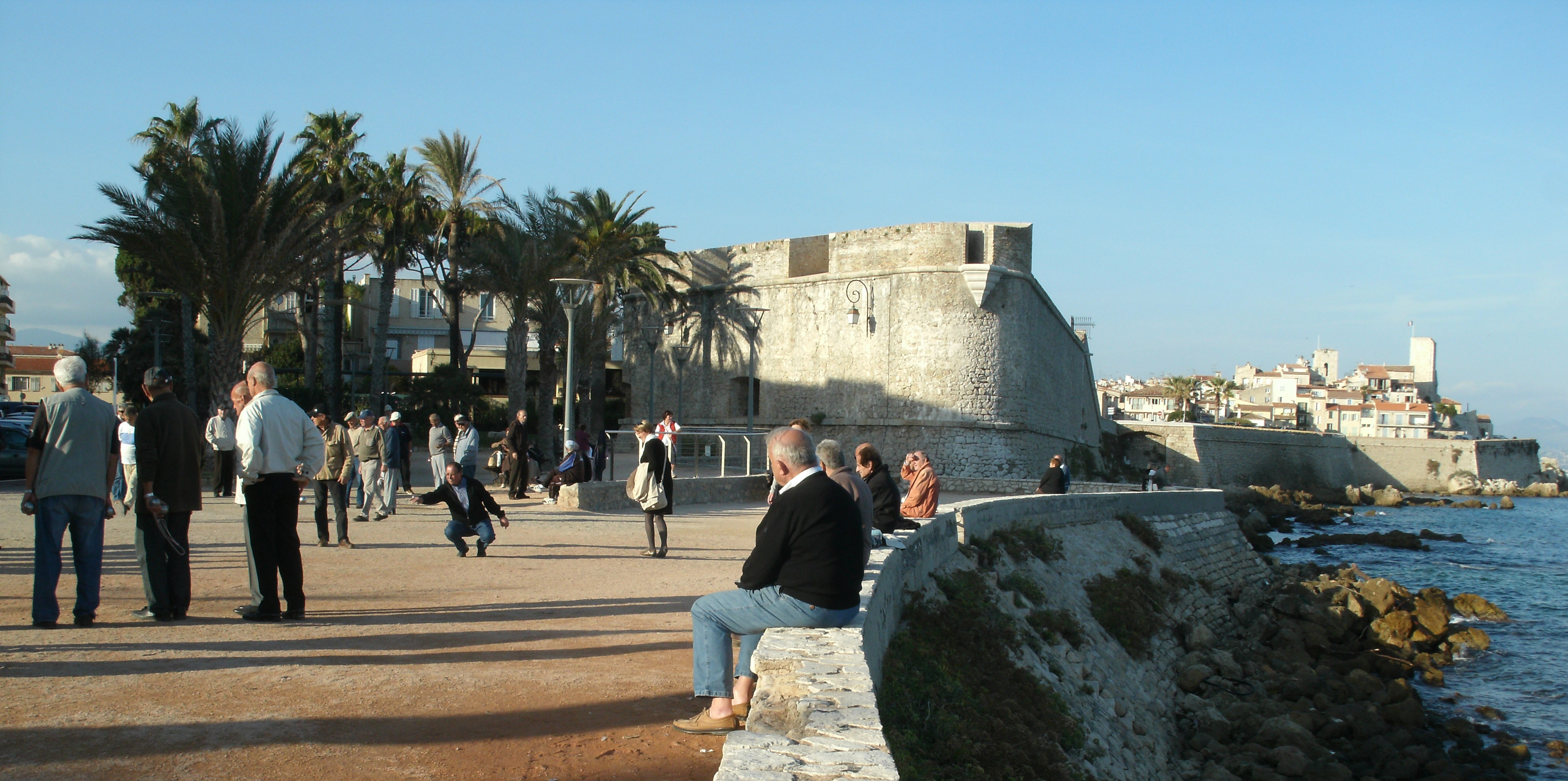
Boule-Spieler an der Strandpromenade

- Antibes: Am östlichen Beginn der Halbinsel Cap d’Antibes zwischen der Ilette und dem kleinen Hafen Port de la Salis befindet sich der Strand Plage de la Salis. Dieser recht breite und feinsandige Familienstrand ist öffentlich. Direkt bei der Altstadt, in einer Bucht am Port Vauban, ist hinter den Hafenmauern die Plage de la Gavotte gelegen, ein weiterer öffentlicher, allerdings erheblich kleinerer Strand, der ebenfalls feinsandig, doch mit Steinen und Felsen durchsetzt ist. Hinter dem Hafen, ab dem Fußballplatz unterhalb des Fort Carré bis ins Quartier La Brague mit seinen Campingplätzen zieht sich über mehrere Kilometer ein breiter Kiesstrand hin. Dieser ist allerdings von der Eisenbahn und der Nationalstraße begleitet.[2]
- Juan-les-Pins: Die Strandpromenade von Juan-les-Pins ist typisch für die Côte d’Azur: Wohnbebauung bis kurz vor dem Ufer, Nationalstraße, palmengesäumte Promenade, schließlich der schmale, feinsandige Strand (der zumeist an Liegestuhlvermieter vergeben ist), drängen sich auf engstem Raum. Die besten Strände, weil vom Straßenverkehr am wenigsten betroffen, befinden sich im Osten von Juan-les-Pins zwischen dem Kasino und dem Port de Gallice (Yachthafen). Der weiter westlich anschließende Strand von Golfe-Juan gehört bereits zur benachbarten Gemeinde Vallauris.
- Cap d’Antibes: Die felsige Halbinsel verfügt kaum über Strände. Es existiert lediglich der kleine Strand Plage de la Garoupe[3] mit seinen Privatstränden.

## Verkehr
Busse
Die Busse der Envibus verbinden Antibes mit der näheren Umgebung. Die Fahrpreise der Linie 200 der Rapides Côte d’Azur nach Cannes und Nizza wurden, um die Straßen zu entlasten, auf 1,50 Euro (Stand 2014) festgelegt.
Bahn
Antibes ist über seinen im Zentrum gelegenen Bahnhof an der Bahnstrecke Marseille–Ventimiglia an das französische Bahnnetz der SNCF angeschlossen. Am Bahnhof Antibes halten TGV-, Intercity- und Regionalzüge (TER). Zudem verfügt der Stadtteil Juan-les-Pins über einen eigenen Bahnhof an derselben Strecke, der ausschließlich dem Regionalverkehr dient.

## Städtepartnerschaften
Antibes pflegt folgende Städtepartnerschaften:
- Aalborg in Dänemark, seit Juni 1975
- Schwäbisch Gmünd in Deutschland, seit 1976
- Eilat in Israel, seit Februar 1982
- Kinsale in Irland, seit März 1990
- Newport Beach in den Vereinigten Staaten, seit April 1990
- Desenzano del Garda in Italien, seit Juli 2001
- Archea Olymbia in Griechenland, seit Oktober 2003

## Persönlichkeiten

### Söhne und Töchter der Stadt
- Laurent Achard (1964–2024), Filmregisseur, Produzent und Drehbuchautor
- Kathleen Allais (* 1975), Freestyle-Skierin
- Jacques Audiberti (1899–1965), Schriftsteller, Dramatiker, Dichter und Journalist
- Jacques Balthazar Brun de Sainte-Catherine (1759–1835), französisch-russischer Schiffbauer
- Romain Collin (* 1979), Jazzmusiker und Filmkomponist
- Christophe Gans (* 1960), Regisseur, Produzent und Drehbuchautor
- Phoebe Killdeer (* 1977), Sängerin
- François Victor Masséna (1799–1863), Amateur-Ornithologe und Naturaliensammler
- Honoré-Charles Reille (1775–1860), General, Marschall und Pair von Frankreich
- Honoré Vial (1766–1813), General der Infanterie
- Alessia Zarbo (* 2001), Leichtathletin

### Persönlichkeiten mit Beziehung zu Antibes
- Maximilian Ulysses Browne (1705–1757) belagerte Antibes 1746.
- Charles Louis Auguste Fouquet de Belle-Isle (1684–1761) hob 1746 die Belagerung auf.
- Jean-Étienne Championnet (1762–1800) starb in Antibes.
- Gustave Adolphe Thuret (1817–1875) gründete eine meeresbiologische Forschungsstation und den Jardin Botanique de la Villa Thuret.
- König Nikola von Montenegro (1841–1921) starb in Antibes.
- Guy de Maupassant (1850–1893) schrieb hier 1885 Sur l’Eau.
- Pablo Picasso (1881–1973) hatte in Antibes von Juli bis Dezember 1946 ein Atelier.
- Nikos Kazantzakis (1883–1957) lebte hier seit 1948.
- Sidney Bechet (1897–1959) heiratete am 17. August 1951 in Antibes zum dritten Mal und komponierte hier Le petit fleur.
- Claude Autant-Lara (1901–2000) starb in Antibes.
- Hans Hartung (1904–1989), Ehrenbürger, starb in Antibes.
- Graham Greene (1904–1991), Romanschriftsteller, lebte zuletzt in Antibes von 1966 bis 1990 im selben Haus wie zuvor Jean-Maurice Bosc.
- Lilian Harvey (1906–1968), deutsch-britische Schauspielerin, starb in Juan-les-Pins.
- Georg Solti (1912–1997), Dirigent, starb in Antibes.
- Nicolas de Staël (1914–1955) nahm sich am 16. März 1955 mit einem Sprung vom Balkon seines Ateliers in Antibes das Leben.
- Jean-Maurice Bosc (1924–1973) starb in Antibes.
- Herbert Zangs (1924–2003) lebte in Antibes und gewann mit einem Gemälde von Antibes 1952 einen Kunstpreis.
- Liselott Linsenhoff (1927–1999) starb in Antibes.